# NGC 941
NGC 941 est une galaxie spirale intermédiaire située dans la constellation de la Baleine. NGC 941 a été découverte par l'astronome germano-britannique William Herschel en 1785.

## Caractéristiques
Sa vitesse par rapport au fond diffus cosmologique est de 1 364 ± 17 km/s, ce qui correspond à une distance de Hubble de 20,1 ± 1,4 Mpc (∼65,6 millions d'al).
À ce jour, 14 mesures non basées sur le décalage vers le rouge (redshift) donnent une distance de 18,471 ± 7,211 Mpc (∼60,2 millions d'al), ce qui est à l'intérieur des valeurs de la distance de Hubble.
Wolfgang Steinicke et le professeur Seligman classent cette galaxie comme une spirale barrée, mais la présence d'une barre sur l'image de l'étude SDSS n'est pas évidente. La classification de spirale intermédiaire (SAB) par la base de données NASA/IPAC semble mieux correspondre à la réalité.
La classe de luminosité de NGC 941 est III et elle présente une large raie HI.
En raison d'une brillance de surface égale à 14,12 mag/am2, on peut qualifier NGC 941 de galaxie à faible brillance de surface (LSB en anglais pour low surface brightness). Les galaxies LSB sont des galaxies diffuses (D) avec une brillance de surface inférieure de moins d'une magnitude à celle du ciel nocturne ambiant.

## Supernova
La supernova SN 2005ad a été découverte dans NGC 941 le 6 février 2005 à Yamagata au Japon par l'astronome japonais Koichi Itagaki. Cette supernova était de type II. 

## Groupe de NGC 936
Selon l'étude d'A.M. Garcia NGC 941 fait partie du groupe de NGC 936 en compagnie des galaxies NGC 955, UGC 1862, UGC 1981, et MCG -1-7-20 et UGC 1945. Selon Richard Powell, UGC 1839 fait aussi partie de ce groupe.